# Llista d'episodis de The Blacklist
The Blacklist és una sèrie de drama criminal nord-americà creada per Jon Bokenkamp, és protagonitzada per James Spader, Megan Boone, Diego Klattenhoff, Ryan Eggold, Hisham Tawfiq i Harry Lennix. Raymond "Red" Reddington (James Spader), un delsfugitius més buscats de l'FBI, es rendeix a la seu de l'FBI a Washington, DC. Afirma que ell i l'FBI tenen interessos similars a desfer-se de criminals perillosos i terroristes. Reddington només cooperarà amb Elizabeth Keen (Megan Boone), una novel·la de perfil de l'FBI que veiem al primer episodi, té problemes per perfilar-se només a ella mateixa. Tanmateix, a Keen no li interessa massa la idea. Al llarg de la seva pròpia carrera criminal, Reddington ha fet una llista de delinqüents globals que creu que són responsables dels seus propis interessos o de la societat, la majoria dels quals són desconeguts per l'FBI i no a la llista dels "més buscats". Ell l'anomena "La llista negra". A mesura que avança la sèrie, Reddington utilitza l'FBI per detenir enemics i interessos estratègics per al seu propi benefici personal. Entre els productors executius de la sèrie hi ha Bokenkamp, John Eisendrath i John Davis per a Sony Pictures Television, Universal Television i Davis Entertainment. El 22 de febrer de 2022, NBC va renovar la sèrie per a una desena temporada. El 22 d'abril de 2022, s'han emès 191 episodis de The Blacklist, actualment en la seva novena temporada.

## Visió general de la sèrie
| Temporada | Temporada | Episodis | Episodis | Emès originalment       | Emès originalment  | Classificació | Mitjana d'espectadors (milions) |
| Temporada | Temporada | Episodis | Episodis | Emès per primera vegada | Darrera emissió    | Classificació | Mitjana d'espectadors (milions) |
| --------- | --------- | -------- | -------- | ----------------------- | ------------------ | ------------- | ------------------------------- |
|           | 1         | 22       | 22       | 23 de setembre de 2013  | 12 de maig de 2014 | 6             | 14,95                           |
|           | 2         | 22       | 22       | 22 de setembre de 2014  | 14 de maig de 2015 | 14            | 13,76                           |
|           | 3         | 23       | 23       | 1 d'octubre de 2015     | 19 de maig de 2016 | 22            | 11.19                           |
|           | 4         | 22       | 22       | 22 de setembre de 2016  | 18 de maig de 2017 | 30            | 9,25                            |
|           | 5         | 22       | 22       | 27 de setembre de 2017  | 16 de maig de 2018 | 42            | 8,41                            |
|           | 6         | 22       | 22       | 3 de gener de 2019      | 17 de maig de 2019 | 57            | 6,87                            |
|           | 7         | 19       | 19       | 4 d'octubre de 2019     | 15 de maig de 2020 | 50            | 6,88                            |
|           | 8         | 22       | 22       | 13 de novembre de 2020  | 23 de juny de 2021 | 51            | 5,47                            |
|           | 9         | 22       | 22       | 21 d'octubre de 2021    | 27 de maig de 2022 | TBA           | TBA                             |

## Episodis i temporades

### Temporada 1 (2013–14)
Article principal: The Blacklist (temporada 1)
La primera temporada de la sèrie de televisió nord-americana de thriller criminal The Blacklist es va estrenar a la NBC el 23 de setembre de 2013. 
La temporada va ser produïda per Davis Entertainment, Universal Television i Sony Pictures Television, i els productors executius són Jon Bokenkamp, John Davis, John Eisendrath, John Fox i Joe Carnahan.
| The Blacklist              | The Blacklist                               |
| -------------------------- | ------------------------------------------- |
| Primera temporada          |                                             |
| País d'origen              | Estats Units                                |
| Nombre d'episodis          | 22                                          |
| Alliberament               |                                             |
| Xarxa original             | NBC                                         |
| Estrena original           | 23 de setembre de 2013 – 12 de maig de 2014 |
| Cronologia de la temporada |                                             |
| Següent → Temporada 2      |                                             |

## Repartiment

### Repartiment principal
- James Spader com a Raymond "Red" Reddington
- Megan Boone com a agent especial de l'FBI Elizabeth Keen
- Diego Klattenhoff com a agent especial de l'FBI Donald Ressler
- Ryan Eggold com a Tom Keen
- Harry Lennix com a subdirector de l'FBI Harold Cooper
- Parminder Nagra com a Meera Malik

### Repartiment recurrent
- Amir Arison com a Aram Mojtabai, un tècnic peculiar i hàbil que ajuda regularment l'FBI.
- Charles Baker com a Gray (Newton Phillips), ajudant de Red.
- Hisham Tawfiq com a Dembe Zuma, el guardaespatlles de confiança de Red.
- Deborah S. Craig com a Luli Zheng, l'altre guardaespatlles de Red que sol gestionar les finances.
- Jane Alexander com a Diane Fowler, la cap de la unitat antiterrorista de l'FBI.
- Alan Alda com Alan Fitch, membre d'una misteriosa organització governamental que ha entrat en contacte amb Red.
- Susan Blommaert com el Sr. Kaplan, que en realitat és una dona i la "netejadora" personal de Red.
- Graeme Malcolm com "L'home de la poma", un home sense nom encarregat de la vigilància de la casa Keen.
- Rachel Brosnahan com a Lucy Brooks (àlies Jolene Parker), una dona que treballa a Berlín que s'introdueix a la vida dels Keens.
- Lance Reddick com The Cowboy, un caçador de recompenses contractat per Red per localitzar a Jolene Parker/Lucy Brooks.
- Emily Tremaine com a Audrey Bidwell, l'antiga promesa de Ressler.
- Peter Stormare com Milos Kirchoff, també conegut com "Berlín", un antic membre de la KGB i un condemnat fugit.
- Dikran Tulaine com a Max, un hàbil fabricant de bombes i conegut des de fa temps de Red.

## Premis
| Curs | Premi                                        | Categoria                                                                              | Nominat         | Resultat   |
| ---- | -------------------------------------------- | -------------------------------------------------------------------------------------- | --------------- | ---------- |
| 2014 | Premis ASCAP de música de cinema i televisió | Top Sèries de TV                                                                       | Dave Porter     | Va guanyar |
| 2014 | Premis Globus d'Or                           | Millor actor - Sèrie de televisió dramàtica                                            | James Spader    | Nominat    |
| 2014 | Premis People's Choice                       | Nou drama de televisió preferit                                                        | La llista negra | Nominat    |
| 2014 | Premis Primetime Creative Arts Emmy          | Coordinació d'acrobàcies excepcional per a una sèrie dramàtica, minisèrie o pel·lícula | La llista negra | Va guanyar |
| 2014 | Premis Saturn                                | Millor llançament de sèries de televisió en xarxa                                      | La llista negra | Nominat    |
| 2014 | Premis Saturn                                | Millor actor en sèrie de televisió                                                     | James Spader    | Nominat    |